# Jim Reardon
Jim Reardon är en amerikansk regissör och konsult för storyboards, och är mest känd för sitt arbete med den tecknade komediserien Simpsons. Han har regisserat över 30 avsnitt, och krediterades som "supervising director" (ung. rådgivande regissör) från säsong 9 till 15. 1982 påbörjade Reardon sin utbildning inom animation på Character Animation-programmet på California Institute of the Arts. Ett av hans projekt på skolan blev den tecknade, satiriska, senare kultförklarade filmen Bring Me the Head of Charlie Brown (1986). Han fick anställning hos John Kricfalusi som satte honom att skriva manus till det tecknade barnprogrammet Mighty Mouse: The New Adventures. Senare arbetade han med Tiny Toon Adventures. Nyligen har han arbetat med Pixarfilmen WALL-E (2008). Han har beskrivits av Ralph Bakshi som en av branschens bästa manusförfattare till tecknad film.

## Lista överSimpsonsavsnitt regisserade av Reardon

### Säsong 2
- "Itchy & Scratchy & Marge"
- "Bart's Dog Gets an F"
- "Brush with Greatness"

### Säsong 3
- "When Flanders Failed"
- "Treehouse of Horror II"
- "Saturdays of Thunder"
- "Homer at the Bat"
- "Dog of Death"
- "Bart's Friend Falls in Love"

### Säsong 4
- "Homer the Heretic"
- "Mr. Plow"
- "Duffless"
- "Marge in Chains"

### Säsong 5
- "Homer Goes to College"
- "Homer the Vigilante"
- "Bart Gets an Elephant"

### Säsong 6
- "Bart of Darkness"
- "Treehouse of Horror V"
- "Homer the Great"
- "Lisa's Wedding"
- "Lemon of Troy"

### Säsong 7
- "King-Size Homer"
- "Bart the Fink"
- "22 Short Films About Springfield"

### Säsong 8
- "Burns, Baby Burns"
- "El Viaje Misterioso de Nuestro Jomer (The Mysterious Voyage of Homer)"
- "My Sister, My Sitter"
- "Homer's Enemy"

### Säsong 9
- "The City of New York vs. Homer Simpson"
- "Trash of the Titans"

### Säsong 10
- "Thirty Minutes Over Tokyo"

### Säsong 11
- "Alone Again, Natura-Diddily"

### Säsong 13
- "Treehouse of Horror XII"

### Säsong 14
- "Large Marge"

### Säsong 15
- "Simple Simpson"

## Filmografi
- Bring Me the Head of Charlie Brown (1986) - regissör
- Mighty Mouse: The New Adventures (1987-88) - författare, animatör och regissör
- Christmas in Tattertown (1988) - författare och layouttecknare
- Tiny Toon Adventures (1990) - författare
- WALL-E (2008) - filmförfattare